# Monte Nuovo
A Monte Nuovo egy vulkáni hamukúp Pozzuoli városa mellett, a Campi Flegrei területén. A kúp, a Campi Flegrei vulkanizmusának utolsó nagy működésként számontartott 1538. szeptember 28-30 között lezajlott kitörés során emelkedett ki (erre utal megnevezése is: Monte Nuovo jelentése Új Hegy)